# Ineke de Groot
Ineke de Groot (26 januari 1953) is een Nederlands dressuurruiter en woont in Noordwijk.
De Groot  heeft meegedaan aan de Paralympische Zomerspelen 1996 te Atlanta, aan de Paralympische Zomerspelen 2000 te Sydney, waar zij teamzilver behaalde, en in 2008 aan de Paralympische Zomerspelen in Peking. waar ze uitkwam in de klasse Graad IV de klasse voor ruiters met een beperking in een of twee ledematen of met een visuele beperking.
In het dagelijks leven is zij medisch analiste.